# 王貞 (高麗)
參數所指定的目標頁面不存在，建議更正成存在頁面或直接建立下列一個頁面（建立前請先搜尋是否有合適的存在頁面可以取代）：
- 王贞

王貞（왕정，?—?），是高麗國開國君主太祖王建第十四子，母親是神明太后劉氏。後來被追封為文元大王（문원대왕），原因不明。

## 生平
王貞在《高麗史》中的記載不多，連其被追封王的原因也散逸。他有兩子一女：獻懿王后劉氏、千秋殿君（失名）與阿志君（失名）。他的女兒獻懿王后嫁給了高麗景宗，兒子千秋殿君則娶了光宗的女兒千秋殿夫人王阿志。

## 家庭

### 父母
- 父：高麗太祖王建
- 母：神明太后劉氏

### 妻妾
- 妻：文惠王后柳氏

### 子孫
- 長男千秋殿君
- 次男阿志君
- 長女獻懿王后劉氏（夫高麗景宗王伷）

## 影視形象
- 金志洙 - 2016年, 《月之戀人－步步驚心：麗》, SBS

## 延伸阅读
[在维基数据编辑]
 《北史/卷083》，出自李延壽《北史》